# Fernando Parrado
Fernando Parrado  (Montevideo, 9 de desembre de 1949), conegut com Nando Parrado, és un exjugador de rugbi, excorredor de carreres de llanxes, actuacions i motos, empresari, productor i presentador de televisió uruguaià.
És conegut per ser un dels setze supervivents de l'accident aeri dels Andes, ocorregut el 13 d'octubre de 1972. Després d'estar dos mesos atrapat a les muntanyes amb altres supervivents, ell i Roberto Canessa van escalar a través de les cimeres en un viatge de gairebé deu dies per trobar ajuda.